# William Hickley Gross

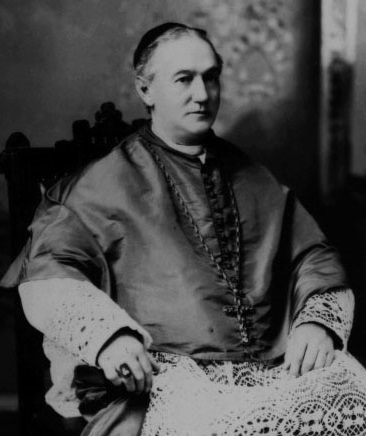
William Hickley Gross

Wappen von William Hickley Gross als Erzbischof

William Hickley Gross CSsR (* 12. Juni 1837 in Baltimore, Maryland; † 14. November 1898, ebenda) war ein US-amerikanischer Geistlicher und römisch-katholischer Erzbischof von Oregon City.

## Leben
William Hickley Gross trat der Ordensgemeinschaft der Redemptoristen bei und legte am 4. April 1858 die Ordensgelübde ab. Am 21. März 1863 empfing er das Sakrament der Priesterweihe.
Papst Pius IX. ernannte ihn am 14. Februar 1873 zum Bischof von Savannah. Die Bischofsweihe spendete ihm der Erzbischof von Baltimore, James Roosevelt Bayley, am 27. April desselben Jahres; Mitkonsekratoren waren der Bischof von Wilmington, Thomas Andrew Becker, und der Bischof von Richmond, James Gibbons. Als Wahlspruch wählte er Sentiant Omnes Tuum Juvamen (Lass alle deine Hilfe erfahren) aus einem alten Marienhymnus.
Noch im Jahr seiner Bischofsweihe legte er am 19. November den Grundstein für die neue Kathedrale Our Lady of Perpetual Help (Unsere Liebe Frau von der immerwährenden Hilfe) am Lafayette Square.
Am 31. März 1885 ernannte ihn Papst Leo XIII. zum Erzbischof von Oregon City.